# Román Osuna
Osuna  Montes est un nom espagnol. Le premier nom de famille, en général paternel, est Osuna ; le second, en général maternel, souvent omis, est Montes.
Román Osuna Montes, né le 15 septembre 1989 à Güevéjar, est un coureur cycliste espagnol. Il est notamment devenu champion d'Espagne sur route espoirs en 2010. 

## Palmarès et classements mondiaux

### Palmarès
- 2006
  - 2e du championnat d'Espagne de l'américaine juniors
- 2007
  - Circuito Guadiana juniors
  - Gipuzkoa Klasika
- 2010
  - 4e étape du Tour de Palencia
- 2011
  -  Champion d'Espagne sur route espoirs
  - 2e du Tour de Palencia
  - 3e du Mémorial Avelino Camacho

### Classements mondiaux
| Année         | 2012 |
| ------------- | ---- |
| UCI Asia Tour | 202e |